# Telenor Arena

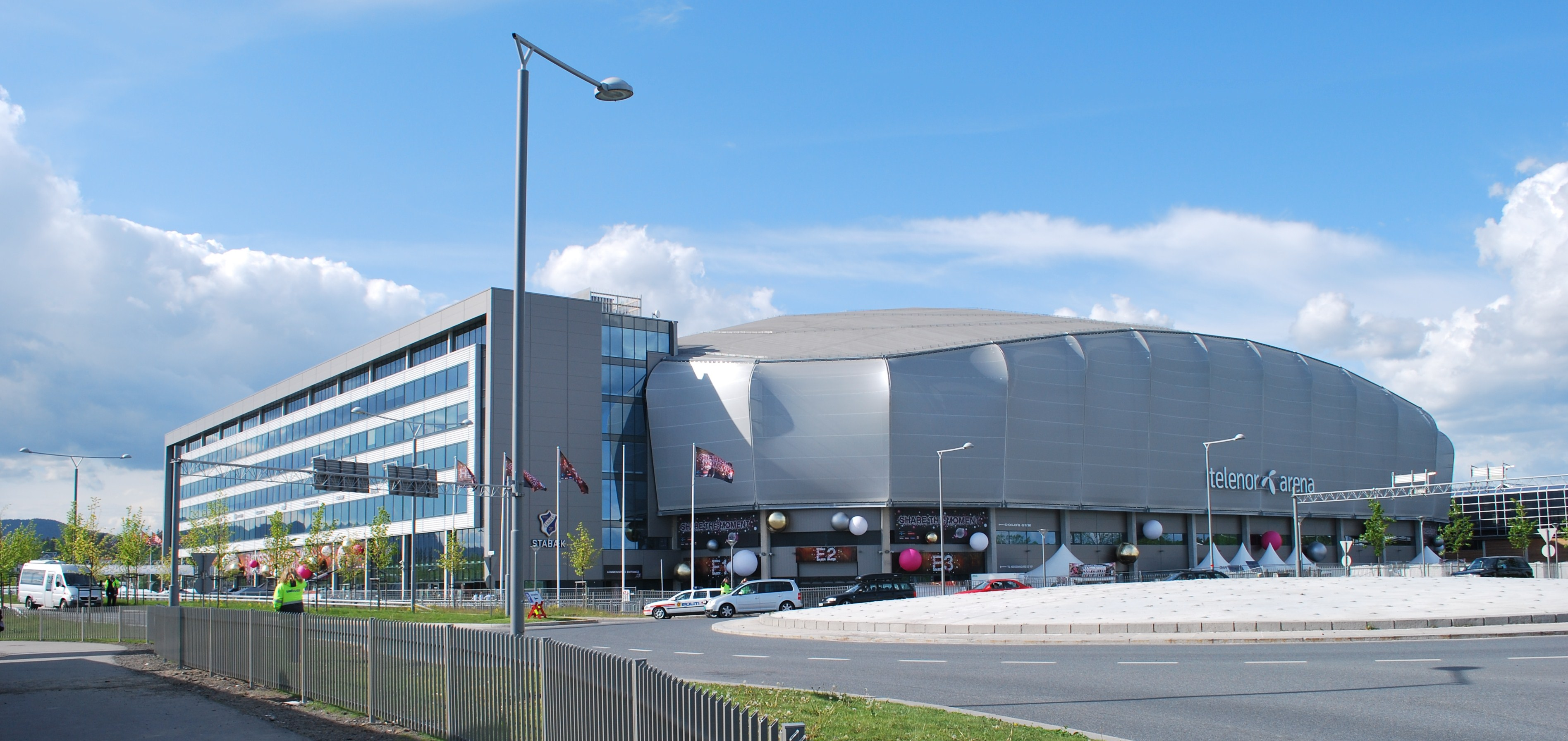
Unity Arena.

Unity Arena (tidigare benämnd Telenor Arena) är en arena belägen i Fornebu i Bærums kommun utanför Oslo i Norge. Anläggningen har en kapacitet på 15 000 åskådare vid fotbollsmatcher och 25 000 åskådare vid konserter, och är helt täckt med tak. Arenan var Stabæks hemmaarena i Tippeligaen 2009-2011.

## Byggprocessen
Idén till arenan kom under en konferens 1999 i Stabæk IF. En spelargrupp kom då med ett förslag till en ny arena på Fornebu. Arenan skulle heta «The Blue Dream Arena», ha minst 15 000 sittplatser, blått konstgräs och tak. Visionen var att Bruce Springsteen skulle värma upp inför första hemmamatchen som skulle gå mot FC Barcelona.
Arenan ritades av HRTB AS Arkitekter.
Beräknad total byggkostnad blev 585 miljoner norska kronor (NOK), varav kostnaden för själva arenan uppgick till 300 miljoner NOK. När stadion stod färdig fick Stabæk utbetalt 50 miljoner norska kronor för de kontorslokaler som ingår i anläggningen. Resten av stadion finansierades med hjälp av eget kapital och lån. 
Byggstart var i mars 2007 och arenan stod klar till säsongstarten av Tippeligaen 2009. Seriepremiären i Tippeligaen 2009 spelades den 14 mars mellan Stabæk Fotball och Lillestrøm Sportsklubb (1–1). P.g.a. ekonomiska problem tvingades Stabaek lämna arenan efter säsongen 2011. Klubben återvände då till Nadderud stadion. Invigningen skedde den 18 februari 2009 då AC/DC hade en konsert på arenan.
I maj 2010 stod arenan värd för Eurovision Song Contest 2010.

## Namnet
Namnet på stadion blev offentliggjort i juni 2008, då det statliga företaget Telenor köpte namnrättigheterna. Stabæk Support har emellertid bestämt sig för att kalla den för «Hangar'n», på grund av omgivningen och det faktum att insidan av stadion ser litet grand ut som en hangar. År 2024 meddelade Telenor att man ej önskade förnya avtalet som gav företaget namnrättigheten till arenan. Sedan dess heter arenan Unity Arena.